# كأس الجزائر 1985–86
كأس الجزائر 1985–86 هو موسم من كأس الجزائر. أشرف على تنظيمه الإتحاد الجزائري لكرة القدم، وكان عدد الأندية المشاركة فيه  64، وفاز فيه شبيبة القبائل.